# Doupo Shuiku
Doupo Shuiku är en reservoar i Kina. Den ligger i provinsen Henan, i den centrala delen av landet, omkring 220 kilometer sydväst om provinshuvudstaden Zhengzhou. Doupo Shuiku ligger 188 meter över havet. Arean är 1,4 kvadratkilometer. Trakten runt Doupo Shuiku består till största delen av jordbruksmark. Den sträcker sig 2,0 kilometer i nord-sydlig riktning, och 1,9 kilometer i öst-västlig riktning.
Genomsnittlig årsnederbörd är 886 millimeter. Den regnigaste månaden är september, med i genomsnitt 152 mm nederbörd, och den torraste är januari, med 5 mm nederbörd.